# Johann Ulrich Stähelin

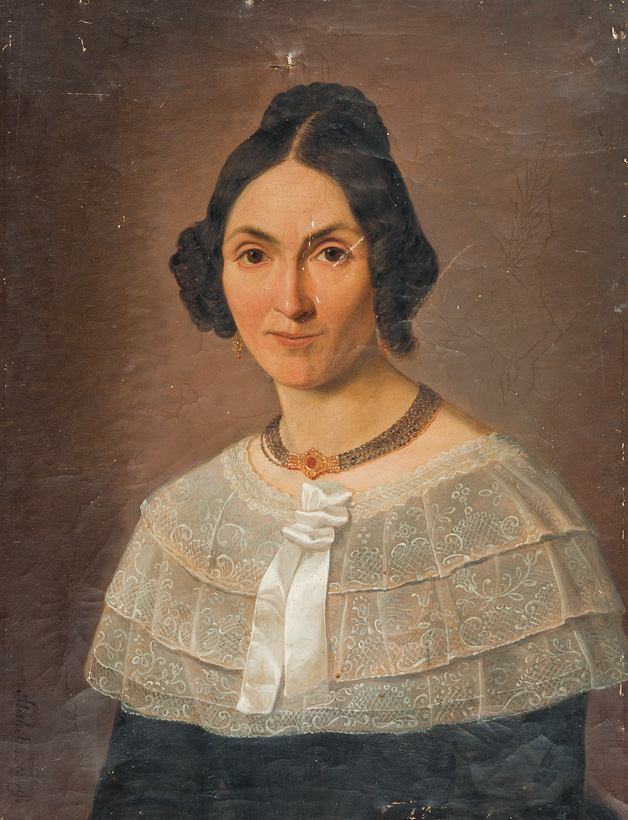
Porträt Louise Müller

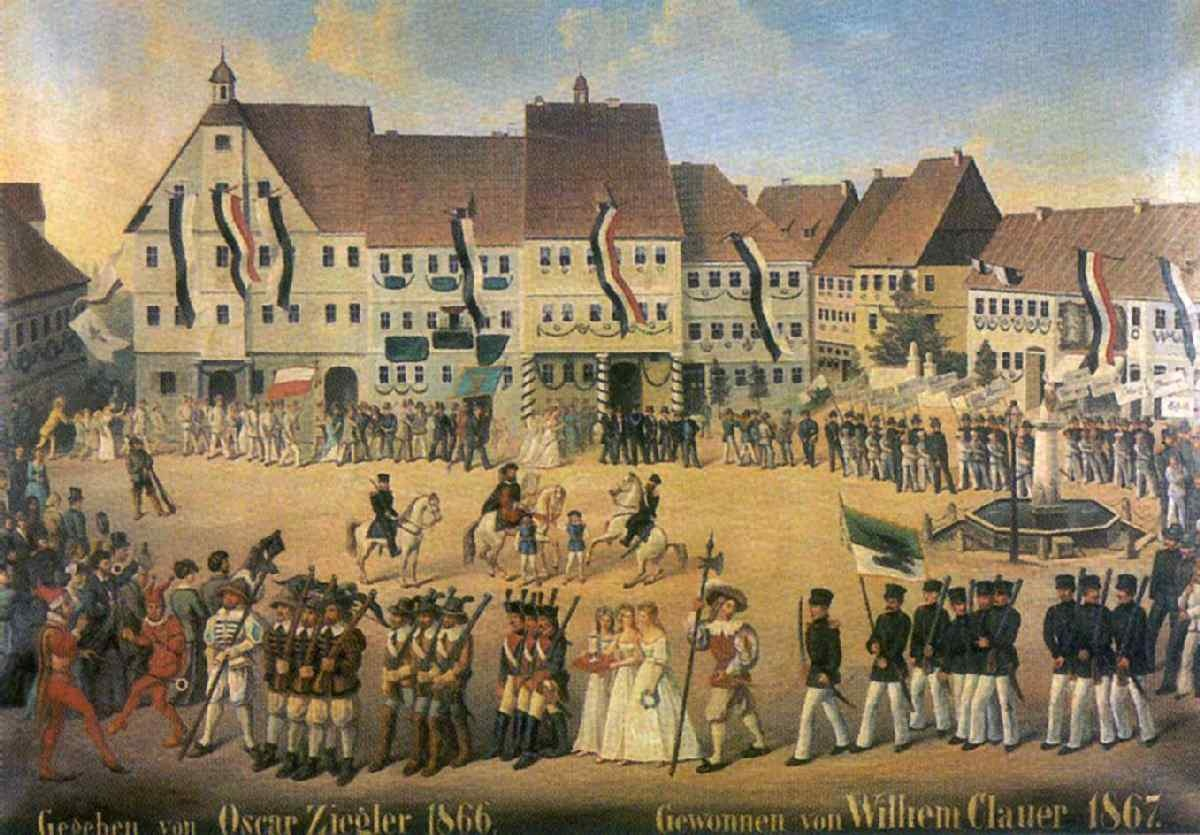
Schleusinger Marktplatz mit Festumzug zum Schützenfest 1874

Johann Ulrich Stähelin (* 1802 in St. Gallen; † nach 1874) war ein Schweizer Maler, der in München tätig war.

## Leben
Johann Ulrich Stähelin, Sohn eines Mathematiklehrers, sollte ursprünglich das Flaschnerhandwerk erlernen. Da er aber als bester Schüler der Zeichenschule galt, wurde es ihm ermöglicht, ab dem 4. Dezember 1824 Historienmalerei an der Königlichen Akademie der Künste in München zu studieren. Nach dem Studium war er in München als Porträt- und Landschaftsmaler tätig. Er malte auch biblische Szenen. Auf der Suche nach einträglichen Aufträgen zog er als „Wandermaler für billiges Honorar und Kost“ über Land.

## Werke
- Schleusinger Marktplatz mit Festumzug zum Schützenfest 1874, Naturhistorisches Museum Schloss Bertholdsburg, Schleusingen[3]